# 요코하마 항구 박물관

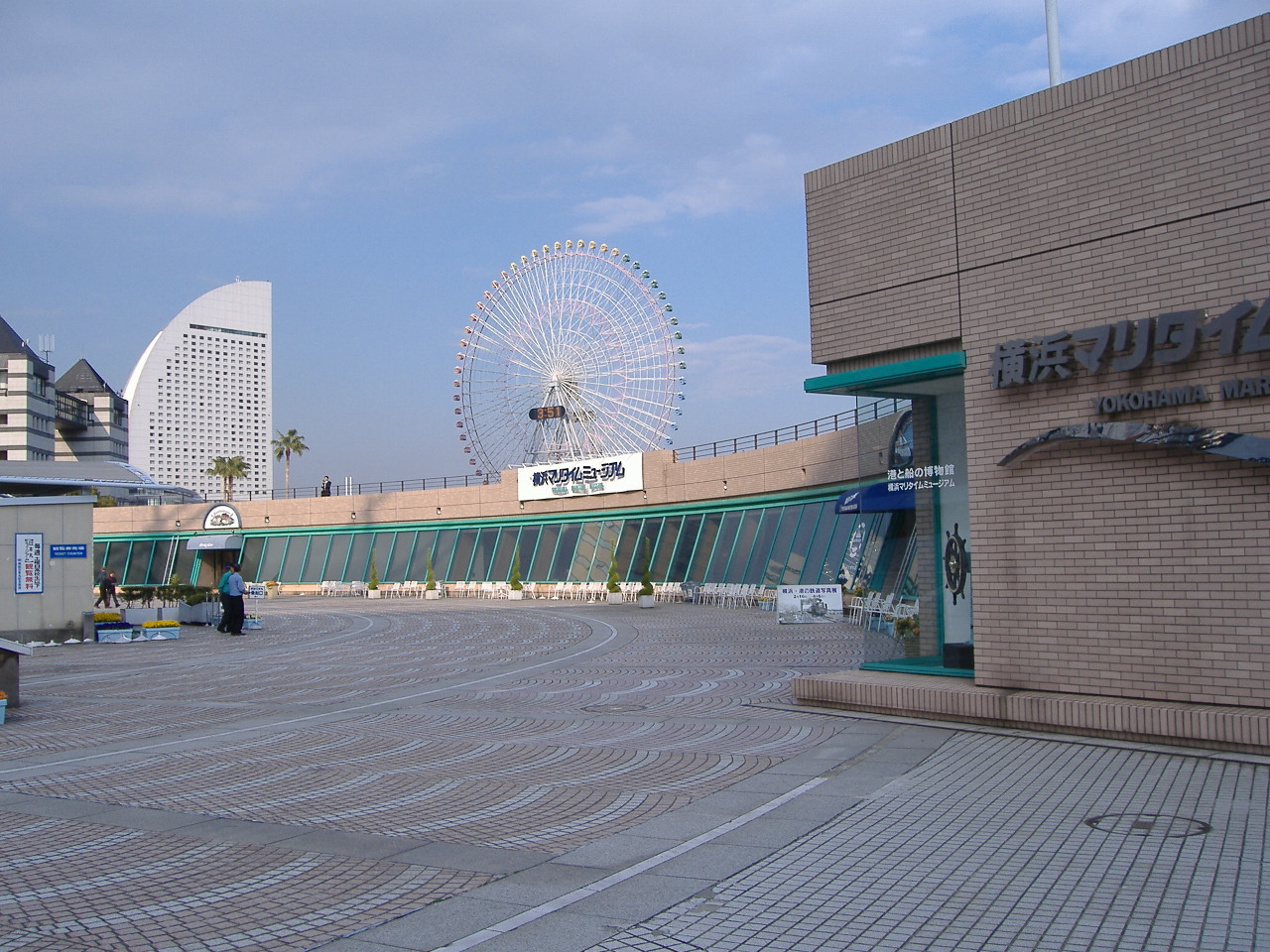
요코하마 항구 박물관

요코하마 항구 박물관(일본어: 横浜みなと博物館, 영어: Yokohama Port Museum)은 일본 요코하마시 니시구 미나토미라이 21에 있는 요코하마 항을 테마로 한 해양 박물관이다. 예전 이름은 요코하마 마린타임 뮤지엄(일본어: 横浜マリタイムミュージアム, 영어: Yokohama Maritime Museum)이다.

## 개요
요코하마 박람회 개최에 맞춰 닛폰마루 메모리얼 파크 내에 1989년에 항만 및 선박을 테마로 하여 요코하마 마린타임 뮤지엄이라는 이름으로 개관하였다. 요코하마 항 개항 150주년을 계기로 요코하마 항에 특화한 전시 내용으로 업데이트하기 위해 2008년 가을부터 반년간 휴관하고 2009년 4월 24일에 현재의 이름으로 바꿔 다시 개관하였다.

## 전시 내용
- 요코하마 항구의 역사 영역
- 요코하마 항구의 재발견 영역
- 라이브러리
- 특별 전시실